# Eurométropole Tour 2021
 (octobre 2021).
Si vous disposez d'ouvrages ou d'articles de référence ou si vous connaissez des sites web de qualité traitant du thème abordé ici, merci de compléter l'article en donnant les références utiles à sa vérifiabilité et en les liant à la section « Notes et références ».
La 80e édition de l'Eurométropole Tour a lieu le 29 septembre 2021. Elle fait partie du calendrier UCI ProSeries 2021 en catégorie 1.Pro et se déroule en Belgique entre La Louvière et Tournai sur une distance de 177,6 km

## Équipes
| WorldTeams (12)- Cofidis - Deceuninck-Quick Step - EF Education-Nippo - Ineos Grenadiers - Groupama-FDJ - Lotto Soudal - Trek-Segafredo - UAE Team Emirates - Israel Start-Up Nation - Qhubeka NextHash - Intermarché-Wanty-Gobert Matériaux - Bora-Hansgrohe ProTeams (9)- Alpecin-Fenix - B&B Hotels p/b KTM - Bingoal Pauwels Sauces WB - Gazprom-RusVelo - Rally Cycling - Sport Vlaanderen-Baloise - Arkéa-Samsic - TotalEnergies - Uno-X Pro Cycling Team Équipes continentales (3)- Black Spoke - Tarteletto-Isorex - Xelliss-Roubaix Lille Métropole |
| |

## Classement final
| \| Classement général \| Classement général \| Classement général \| Classement général \| Classement général \| \| Coureur \| Coureur \| Pays \| Équipe \| Temps \| \| ------------------ \| --------------------------- \| ------------------ \| ---------------------------------- \| ------------------ \| \| 1er \| Fabio Jakobsen \| Pays-Bas \| Deceuninck-Quick Step \| 4 h 08 min 32 s \| \| 2e \| Jordi Meeus \| Belgique \| Bora-Hansgrohe \| + 0 s \| \| 3e \| Mads Pedersen \| Danemark \| Trek-Segafredo \| + 0 s \| \| 4e \| Danny van Poppel \| Pays-Bas \| Intermarché-Wanty-Gobert Matériaux \| + 0 s \| \| 5e \| Hugo Hofstetter \| France \| Israel Start-Up Nation \| + 0 s \| \| 6e \| Nacer Bouhanni \| France \| Arkéa-Samsic \| + 0 s \| \| 7e \| Kenneth Van Rooy \| Belgique \| Sport Vlaanderen-Baloise \| + 0 s \| \| 8e \| Luca Mozzato \| Italie \| B&B Hotels p/b KTM \| + 0 s \| \| 9e \| Reinardt Janse van Rensburg \| Afrique du Sud \| Qhubeka NextHash \| + 0 s \| \| 10e \| Samuel Leroux \| France \| Xelliss-Roubaix Lille Métropole \| + 0 s \| |                             |                |                                    |                 |
| |                             |                |                                    |                 |
| Source : ProCyclingStats |                             |                |                                    |                 |
| Classement général |                             |                |                                    |                 |
| Coureur | Coureur                     | Pays           | Équipe                             | Temps           |
| 1er | Fabio Jakobsen              | Pays-Bas       | Deceuninck-Quick Step              | 4 h 08 min 32 s |
| 2e | Jordi Meeus                 | Belgique       | Bora-Hansgrohe                     | + 0 s           |
| 3e | Mads Pedersen               | Danemark       | Trek-Segafredo                     | + 0 s           |
| 4e | Danny van Poppel            | Pays-Bas       | Intermarché-Wanty-Gobert Matériaux | + 0 s           |
| 5e | Hugo Hofstetter             | France         | Israel Start-Up Nation             | + 0 s           |
| 6e | Nacer Bouhanni              | France         | Arkéa-Samsic                       | + 0 s           |
| 7e | Kenneth Van Rooy            | Belgique       | Sport Vlaanderen-Baloise           | + 0 s           |
| 8e | Luca Mozzato                | Italie         | B&B Hotels p/b KTM                 | + 0 s           |
| 9e | Reinardt Janse van Rensburg | Afrique du Sud | Qhubeka NextHash                   | + 0 s           |
| 10e | Samuel Leroux               | France         | Xelliss-Roubaix Lille Métropole    | + 0 s           |